# L'Aéroplane de Fouinard
L'Aéroplane de Fouinard est un court-métrage français réalisé Alfred Machin pour Pathé frères, sorti en 1910.

## Synopsis
Fouinard, le clochard au visage de clown, attrape une girouette en papier à la devanture d'une boutique. Poursuivi par la police accompagnée de passants de plus en plus nombreux, il enfourche une bicyclette, heurte deux hommes portant des caisses en bois qu'il embarque avec lui. Et voici que le vélo, qui a désormais l'apparence d'un aéroplane, s'envole au-dessus de Paris. Résistant aux balles des pistolets, des fusils et même au boulet d'un canon, Fouinard ne sera ramené à terre que par le pistolet-jouet d'un petit enfant.

## Fiche technique
- Titre : L'Aéroplane de Fouinard
- Réalisation : Alfred Machin
- Société de production : Pathé frères
- Pays d'origine :  France
- Langue : intertitres en français
- Format : Noir et blanc — 35 mm — 1,33:1 — Son : Muet
- Durée : 3 minutes
- Dates de sortie : 1910

## Distribution
- Georges Vinter : Fouinard